# Pink (Vidmar)
Pink je roman, ki ga je napisala slovenska pisateljica Janja Vidmar. Knjiga je izšla leta 2008 v Radovljici pri založbi Didakta. 
V romanu se kažejo avtobiografske poteze, ki so skrbno vpete v mladostnih dogodkih osrednje junakinje Jance. Zanimivost romana je narečni pogovorni jezik, ki vsebuje tudi slengovske izraze. Avtorica v romanu uporablja besede, kot so štrampli (nogavice), kikla (krilo), pisker (lonec), ašnpehar (pepelnik), itd. 
Naslov romana Pink pomeni Jancino rdečico na obrazu, ki jo ob mladostniških težavah večkrat oblije. Roman je razdeljen na sedem poglavij z naslovi: Titova pionirka; Titova mladinka; Antena, abc ljubezni in prvi poljub; Banane, milka in Debela Berta; Otrok socializma v cvetju; Gasilski dom v Kamnici in šminkerji; Fontana, Blondie in Tito po Titu. 

### Vsebina
Zgodba je postavljena v obdobje socializma, tik pred razpadom Jugoslavije. Osrednja oseba romana je Janca, ki se sooča z najstniškimi problemi. V romanu spoznamo še njeno mamo, očeta, sestro Vesno in nekatere Jancine prijatelje. Roman se prične z opisom vzdušja pri Jancinih doma, ko se družina pripravlja na pomemben dan. To je namreč dan, ko bo Janca postala Titova pionirka, zato mora biti vse popolno. Mama Janco obleče v snežnobelo srajco, na polici v predsobi pa jo čakajo novi mokasini. Vendar popolni dan uniči Janca, ko prične bruhati in se popacka po oblačilih. Pionirsko prisego tako pričaka premočena, v starih sivih hlačah in sestrinem belem puliju. V naslednjih poglavjih so opisani različni dogodki, povezani z Jancinim odraščanjem. Med drugim je opisano mariborsko kulturno dogajanje, tihotapljenje dobrin iz Lipnice in Jancin prvi poljub z Jorgijem. Zgodba se zaključi 4. maja 1980, ko Janca Titovo bolezen uporabi sebi v prid, in pod pretvezo, da v Ljubljani s prijateljico Nado molita za njegovo ozdravitev, z Mirčem izgubi nedolžnost.

## Nagrade
Leta 2008 je prejela nagrado Večernica, ki jo podeljuje časopisna hiša Večer. Žirijo so sestavljali Tone Partljič, Manca Perko, Dragica Haramija, Ida Mlakar in Melita Forstnerič Hajnšek.

## Izdaje
- Prva slovenska izdaja iz leta 2008 (COBISS)

- Posebna darilna izdaja knjige v slovenščini iz leta 2010 (COBISS)

## Priredbe
Lutkovno gledališče Ljubljana je v sodelovanju z Dramskim odrom za mlade leta 2010 izvedlo predstavo po istoimenskem mladinskem romanu Pink, vlogo mlade Jance je igrala slovenska igralka Alenka Tetičkovič.